# Smooth Rock Falls
Smooth Rock Falls es un pueblo canadiense situado en la provincia de Ontario.

## Superficie
Smooth Rock Falls tiene una superficie de 199,73 km².

## Demografía
En 2021, tenía 1200 habitantes, una densidad poblacional de 6 hab./km², y 650 viviendas.